# Brad Johnson (Schauspieler)
Brad William Johnson (* 24. Oktober 1959 in Tucson, Arizona; † 18. Februar 2022 in Fort Worth, Texas) war ein US-amerikanischer Schauspieler.

## Leben
Johnson wuchs auf einer Ranch auf und war zunächst als Rodeoreiter aktiv. Durch die Vermittlung einer Castingagentur wurde er für drei Jahre zum Marlboro Man. 1986 hatte er eine erste kleine Rolle in einer Folge der Fernsehserie Dallas. 1989 zog er nach Hollywood und erhielt eine erste Rolle in einem B-Movie von Roger Corman. Im selben Jahr erhielt er eine wichtige Nebenrolle in Steven Spielbergs Always – Der Feuerengel von Montana an der Seite von Holly Hunter und Richard Dreyfuss. 1991 spielte er eine der Hauptrollen im Actionfilm Flug durch die Hölle von John Milius. Er schloss daraufhin einen Filmvertrag mit Paramount Pictures ab und spielte in den Fortsetzungen Philadelphia Experiment II und Die Vögel II.
Als Mitte der 1990er Jahre seine Filmkarriere ins Stocken geriet, wechselte er zum Fernsehen. Er spielte einen der Richter in der kurzlebigen Fernsehserie Courthouse, die bereits nach elf Episoden abgesetzt wurde. Wiederkehrende Rollen hatte er 1995 als Arzt in Melrose Place und von 1997  bis 1999 in Die Schattenkrieger. Er spielte Gastrollen in Serie wie Outer Limits und CSI: Den Tätern auf der Spur und erhielt 2004 eine der Hauptrollen im Pilotfilm zur Neuverfilmung der Serie Lost in Space. Die Serie wurde jedoch nicht realisiert. Seither hatte er Rollen in verschiedenen Fernsehfilmen und B-Produktionen wie Roger Cormans Supergator, in welchem er neben Kelly McGillis die Hauptrolle spielte. Nach 2008 spielte er zuletzt noch 2015 in Nail 32 mit. Sein Schaffen umfasst 45 Film- und Fernsehproduktionen.
Johnson war verheiratet und hat sechs Töchter und vier Söhne. Er starb am 18. Februar 2022 in Fort Worth an COVID-19.

## Filmografie (Auswahl)
- 1986: Dallas (Fernsehserie)
- 1989: Always – Der Feuerengel von Montana (Always)
- 1991: Flug durch die Hölle (Flight of the Intruder)
- 1993: Philadelphia Experiment II
- 1994: Die Vögel II – Die Rückkehr (The Birds II: Land’s End)
- 1995: Courthouse (Fernsehserie)
- 1996: Melrose Place (Fernsehserie, fünf Folgen)
- 1997–1999: Die Schattenkrieger (Soldier of Fortune, Inc., Fernsehserie, 37 Folgen)
- 2000: Outer Limits – Die unbekannte Dimension (The Outer Limits, Fernsehserie, eine Folge)
- 2000: Left Behind
- 2001: CSI: Den Tätern auf der Spur (CSI: Crime Scene Investigation, Fernsehserie, drei Folgen)
- 2003: Riverworld – Welt ohne Ende (Fernsehfilm)
- 2004: The Robinsons: Lost in Space
- 2005: Alien Siege – Tod aus dem All (Alien Siege, Fernsehfilm)
- 2005: Wild Things 3
- 2007: Supergator – Das Killerkrokodil (Supergator)
- 2008: Copperhead
- 2015: Nail 32